# Боди, Бернадетт
Бернадетт Богнар-Боди (венг. Bognár-Bódi Bernadett; род. 9 марта 1986, Сегед) — венгерская гандболистка, правый вингер команды «Дьёр ЭТО» и сборной Венгрии.

## Карьера

### Клубная
В чемпионате Венгрии Бернадетт играла за команды «Сегед», «Агро», «Бекешчаба», «Шиофок» и «Дунауйварош». В чемпионате Дании выступала в составе клуба «Рандерс». Дважды чемпионка Венгрии, трижды финалиста Кубка ЕГФ.

### В сборной
Дебютировала в сборной 2 марта 2005 в матче против Дании. Сыграла 113 игр и забила 198 голов. Участница Олимпиады 2008 года. В составе сборной завоевала бронзовую медаль чемпионата Европы 2012 года.